# Juelz Santana
Juelz Santana, geboren als LaRon Louis James (New York, 18 februari 1982) is een Amerikaans rapper. Hij werd bekend door zijn medewerking aan de hits Oh Boy en Hey Ma van Cam'ron uit 2002.

## Muzikale carrière
Juelz Santana begon zijn carrière op 12-jarige leeftijd in de groep Draft Pick. Draft Pick had een platencontract bij Priority Records, maar voordat het eerste album gemaakt kon worden werd het contract ontbonden. Uiteindelijk gingen de leden van Draft Pick ieder hun eigen weg.
Juelz ging door met rappen en in 1999 bracht een neef hem in contact met Cam'ron, ook een rapper uit Harlem. Cam'ron was zo onder de indruk van Juelz dat hij hem de kans gaf om een vers te rappen in het lied Double Up op het album Sex, Drugs, Entertainment bij Untertainment Records.
Juelz en Cam'ron vormden vervolgens samen met Cam'rons jeugdvrienden Jim Jones en Freekey Zekey de groep genaamd The Diplomats. Voordat The Diplomats naar het platenlabel Roc-A-Fella gingen was Juelz al te horen in vele nummers van het album Come Home With Me, dat Cam'ron in 2002 bij Roc-A-Fella had gemaakt. Na het succes van zijn gastoptredens nam Juelz een eigen album, From Me 2 U, op dat uitgebracht werd door Def Jam/Roc-A-Fella/Diplomat Records in 2003. Eind 2005 bracht Juelz het album What The Game's Been Missing uit. Dit album werd een groot succes.
In 2007 richtte Juelz Skull gang op. In 2009 brachten ze hun eerste album uit.

## Persoonlijk leven
Juelz heeft een zoon en is eigenaar van een kledingwinkel in Harlem. Deze winkel heet Santana's Town en wordt door zijn moeder geëxploiteerd.

## Discografie

### Albums
- 2003 - From Me to U
- 2005 - What the Game's Been Missing!

### Singles
- 2005 - "There it Go"
- 2005 - "Oh Yes"
- 2005 - "Make It Work for You" (met Lil Wayne & Young Jeezy)
- 2005 - "Clockwork"
- 2005 - "Shottas" (met Cam'ron & Sizzla)
- 2010 - "Homerun" (met Lil Wayne)